# Andai jezik
Andai jezik (pundungum, wangkai; ISO 639-3: afd), jedan od tri jezika porodice arafundi koji je nastao podjelom arafundi jezika (arf) na tri individualna jezika Andai [afd], Nanubae [afk] i Tapei [afp], a do siječnja 2008. klasificirao se porodici sepik-ramu
400 govornika (2005) u provinciji East Sepik u Papui Novoj Gvineji.